# Petavonium
Petavonium fue una ciudad romana formada a partir de la cannaba del campamento de la Legio X Gemina en el valle de Vidriales, correspondiente a una zona ocupada por las actuales localidades de Santibáñez de Vidriales y su pedanía Rosinos de Vidriales, ambas de la provincia de Zamora, en la comunidad autónoma de Castilla y León, España.

## Castra Legionis X Geminae
El estacionamiento de la mencionada legión en este lugar durante las guerras contra astures y cántabros para controlar a los astures meridionales y vigilar las rutas que comunicaban esta zona con la Gallaecia, con el resto del valle del Duero y con la Lusitania, supuso la creación de una base permanente, cuya evidencia arqueológica conste en un campamento de unas 20 ha, en el que aparecen numerosos restos cerámicos, monedas y algunos restos de armas y otros objetos metálicos, además de materiales de construcción sellados con la figlina de la legión. Alrededor de este campamento se asentó una ciudad de unas 80 ha.
Su presencia atrajo a gran número de personas, indígenas hispanos y también itálicos, que crearon una densa red de asentamientos rurales en el valle de Vidriales y también la futura ciudad de Petavonium.

## Castellum Alae II Flavia Hispanorum c. r.

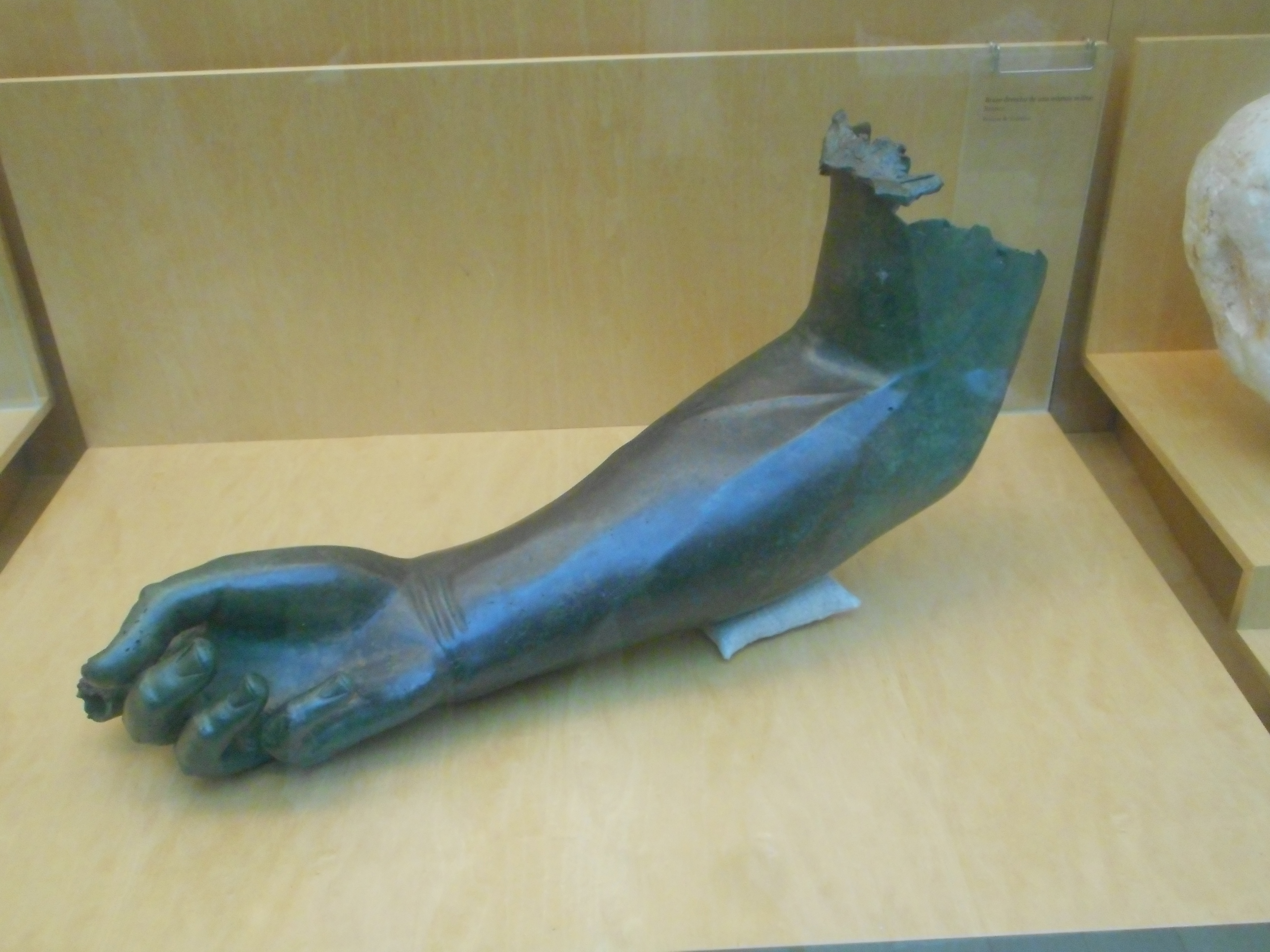
Brazo de bronce de una estatua imperial procedente de los principia del castellum Alae, conservada en el museo de Zamora.

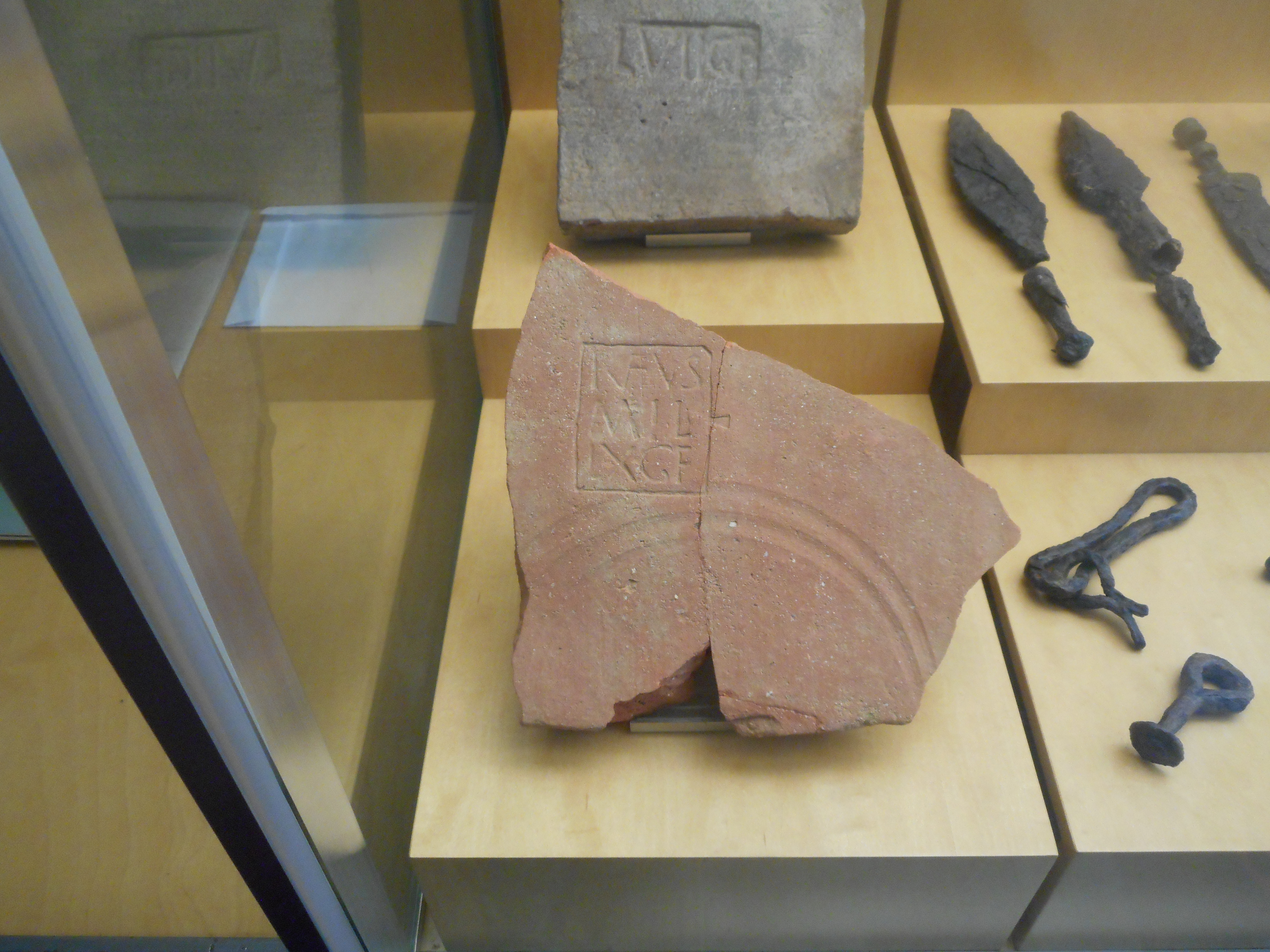
Tegula con figlina Rufus / mil(es) / l(egionis) X G(eminae) f(ecit), procedente del campamento de la Legio X Gemina en Petavonium (Rosinos de Vidriales, Zamora, España)

La salida de la legión en 63 de Hispania, debió suponer un cierto retroceso para la localidad, que empezó a recuperarse bajo la dinastía flavia, probablemente bajo Domiciano, cuando el Ala II Flavia Hispanorum civium romanorum fue acantonada dentro del viejo cuartel de la X Gemina. El nuevo campamento —castellum alae— tiene un recinto amurallado rectangular precedido por un foso de algo menos de 2 ha, conservándose restos de las puertas, especialmente la porta praetoria de doble vano, restos de los principia o cuartel general y del valetudinarium u hospital. Así mismo, aparecen numerosas monedas de los siglos I, II, III y IV, armas, cerámicas comunes, terra sigillata y cerámicas del cercano alfar de Melgar de Tera, junto con materiales de construcción, como ladrillos sellados con las figlinae de la propia Ala y de la Legio VII Gemina.
En el Bajo Imperio, a partir posiblemente de Diocleciano, la unidad se transformó en la Cohors II Flavia Pacatiana, todavía activa a finales del siglo IV según la Notitia Dignitatum.

## Cannabae

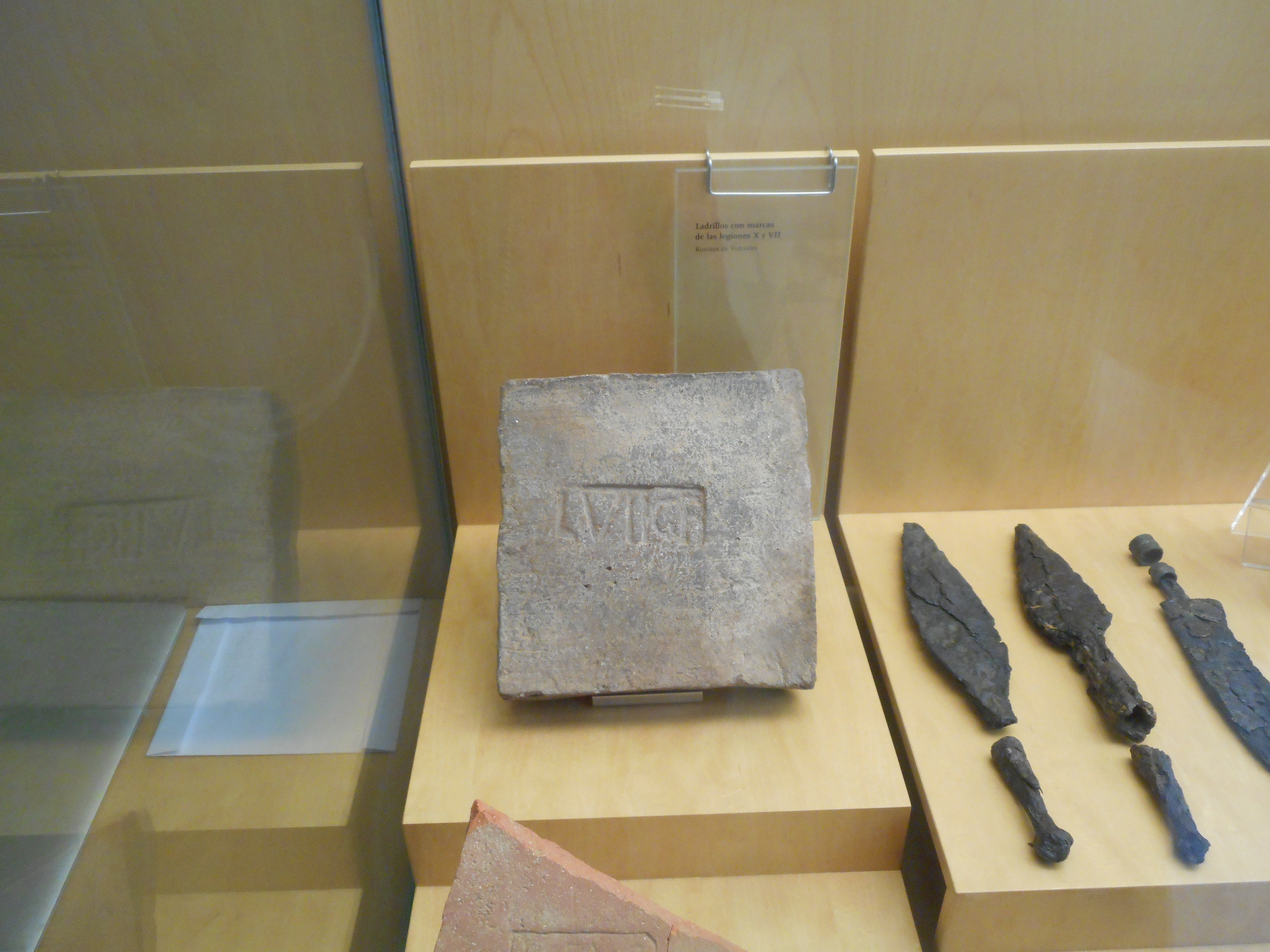
Ladrillo procedente de Petavonium, hoy en el Museo de Zamora, sellado con la figlina L(egio) VII G(emina) F(elix).

Del núcleo civil, mencionado por el Itinerario de Antonino como mansio de la vía de Asturica Augusta a Bracara Augusta, se conservan escasos restos, como una fuente de origen romano y numerosas inscripciones que estaban incrustadas en las casas e Iglesias de las localidades cercanas.
La ciudad fue abandonada en el siglo V como consecuencia de las invasiones bárbaras.
Hace unos 200 años existía un pueblo llamado San Miguel, que desapareció cuando su último habitante se fue a Rosinos de Vidriales; así la magnífica iglesia de la Patrona del valle Vidriales, colocada a pocos metros del campamento de Petavonium pertenece a Rosinos de Vidriales junto con este campamento.